# Bataille de Dublin
Guerre civile irlandaise
La bataille de Dublin, une semaine de combats de rue à Dublin du 28 juin au 5 juillet 1922, a marqué le début de la guerre civile irlandaise.

## Contexte
La guerre d’indépendance irlandaise est sur sa fin ; en décembre 1921 les négociations aboutissent au traité anglo-irlandais de Londres qui organise la partition du pays et la transformation de sa partie sud en État libre avec un statut de Dominion dont le chef de l’État reste le souverain britannique, mais avec tous les attributs pratiques de la souveraineté (à l'exemple du Canada ou de l'Australie). Les partisans irlandais de l'accord, pour qui ce n'est qu'une première étape vers une République sur tout le territoire de l'île, obtiennent sa ratification par le Dáil Éireann, des élections sont prévues en juin. La majorité de l'Armée républicaine irlandaise a rejoint l'armée nationale irlandaise au service du Gouvernement provisoire. La minorité de l'IRA refuse l'accord et veut continuer le combat.
Le 14 avril 1922, environ 200 militants armés de cette minorité, dirigés par Rory O'Connor, occupent les quatre tribunaux de Dublin. Ils cherchent la confrontation avec l'armée britannique qui a encore des milliers de soldats concentrés à Dublin, en attendant leur évacuation, dans l'espoir de faire échouer le traité anglo-irlandais, unir à nouveau les deux factions de l'IRA contre leur ancien ennemi commun et ainsi relancer la lutte pour créer une République d'Irlande.
Le gouvernement britannique ne veut pas intervenir, il fait pression sur le gouvernement provisoire irlandais pour qu'il règle le problème, tout en offrant son aide matérielle militaire.
Le 16 juin, les élections générales irlandaises de 1922 offrent une large victoire aux pro-traité. Pour les Irlandais déterminés à faire exister le nouvel État libre et à démontrer sa légitimité, la poursuite de l'occupation devient un acte de rébellion.
La pression du gouvernement britannique monte après l'assassinat du maréchal Henry Hughes Wilson le 22 juin, la menace de la fin du traité et d'une nouvelle invasion est réelle. Le gouvernement irlandais n'a plus guère le choix : affirmer son autorité sur les anti-traité ou repartir en guerre contre les Britanniques. Il procède à des arrestations parmi les anti-traité, qui, en réponse, kidnappent le 26 juin le pro-traité J. J. "Ginger" O'Connell, adjoint au chef d'état-major de la nouvelle armée. Le 27, le gouvernement envoie un ultimatum aux occupants : évacuer eux-mêmes ou se faire évacuer manu militari.

## Lesfour courts

### Prémices des combats

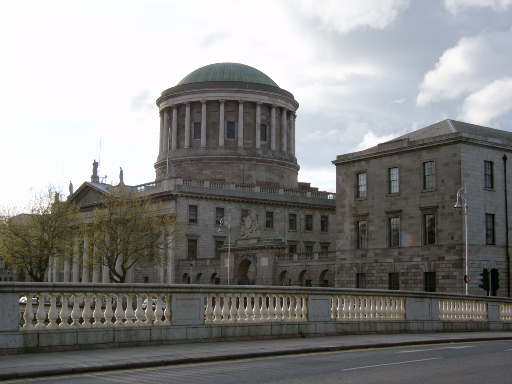
Les "Four Courts", vue du côté est.

Douze membres de la direction politique de l'IRA, dont Joe McKelvey, Rory O'Connor et Liam Mellows, étaient présents. Bien que dirigeants politiques, en tant que combattants, ils servaient comme simples soldats sous les ordres d'Ernie O'Malley, commandant de la 2d Southern Division de l'IRA. Ils étaient accompagnés d'environ 180 hommes issus des 1er et 2d bataillons de la 1re brigade de Dublin de l'IRA, sous le commandement de Paddy O'Brien, avec des armes légères (des fusils, cinq mitraillettes Thompson et deux mitrailleuses Lewis), plus une automitrailleuse Rolls-Royce, surnommée "The Mutineer". Les anti-traité fortifièrent la place dans une certaine mesure, barricadant portes et fenêtres, et plaçant quelques mines. Cependant, afin de garder l'avantage moral, ils ne devaient pas tirer les premiers, permettant à l'armée du gouvernement provisoire de prendre position tout autour du bâtiment.

### Assaut
L'ultimatum expire et le bombardement commence au petit matin du 28 juin. Il se montre peu efficace, et les Britanniques offrent deux canons de plus. Ils proposent également des obusiers et même un bombardement aérien, mais Michael Collins décline cette partie de l'aide, de crainte de pertes civiles.
L'assaut est donné le 29. L'armée s'empare de l'aile est et de 33 prisonniers au prix de 3 morts et 14 blessés. Le bâtiment commence à bruler. L'automitrailleuse "The Mutineer" est hors d'usage et abandonnée. Oscar Traynor, le commandant anti-traité de Dublin, ordonne à sa garnison de se rendre, car il ne peut rien faire pour les aider. Ernie O'Malley, qui a pris le commandement en remplacement de Paddy O'Brien, blessé par le bombardement, fait la reddition le 30 juin à 15:30 auprès du général Paddy Daly ; les rebelles ont également eu 3 morts.

### Explosions et destruction des archives

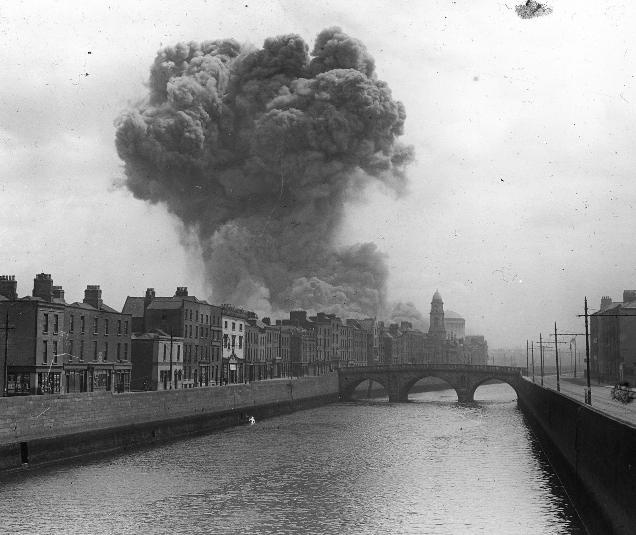
Une explosion du bâtiment

Le lendemain, autour de midi, les archives, situées dans le bâtiment, explosent, détruisant un millénaire d'histoire. Les deux camps s'accuseront mutuellement (les uns imputant la destruction au bombardement par l'armée, les autres à des mines posées par les rebelles), mais on s'accorde aujourd'hui à penser que ce sont les munitions entreposées là par les rebelles qui ont explosé en raison de l'incendie.

## Combats dansO'Connell Street

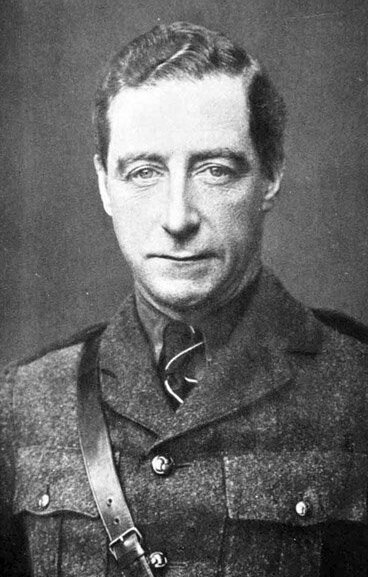
Cathal Brugha, un des leaders de l'IRA, anti-traité, une des victimes des combats d'O'Connell Street.

Oscar Traynor et plusieurs centaines d'anti-traité occupent cette avenue principale de Dublin. Traynor fit également appel à des renforts, mais il n'en viendra que de Belfast et de Tipperary, et ils arriveront trop tard pour participer aux combats. Ils seront délogés, à coups de canon soutenus par des automitrailleuses, par des combats du 1er au 5 juillet.
Les combats auront coûté la vie à au moins 80 personnes (15 anti-traité, 29 soldats du gouvernement provisoire, 1 soldat de la Royal Air Force et 35 civils) et plus de 280 blessés. Les lourdes pertes civiles s'expliquent par l'usage de l'artillerie dans une zone urbaine très peuplée.
L'armée fit également 450 prisonniers.

## Conséquences
Le gouvernement provisoire prend l'avantage dès le début de la guerre civile irlandaise, faisant ainsi ses preuves tant vis-à-vis du gouvernement britannique, que de la population irlandaise, ce qui lui permettra de refaire ses forces tout au long du conflit. À l'inverse, les anti-traité verront leurs forces fondre jusqu'à devoir déposer les armes le 24 mai 1923.